# Erich Schutt

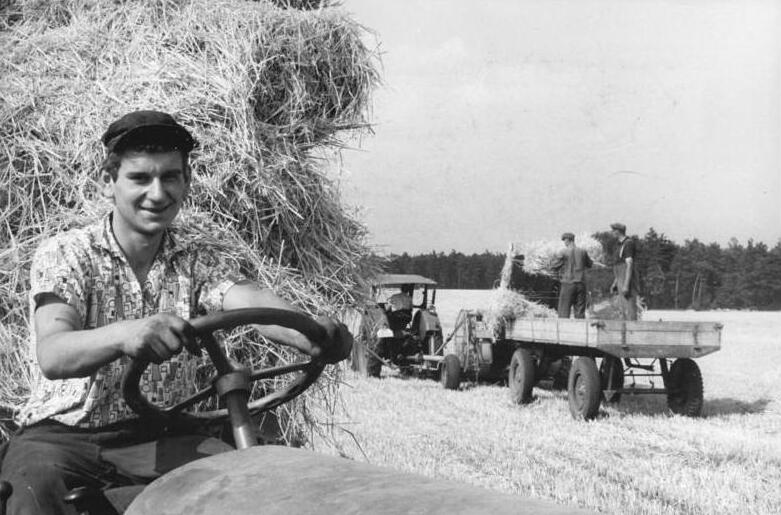
Erich Schutt: Senoseč ve Spreewaldu

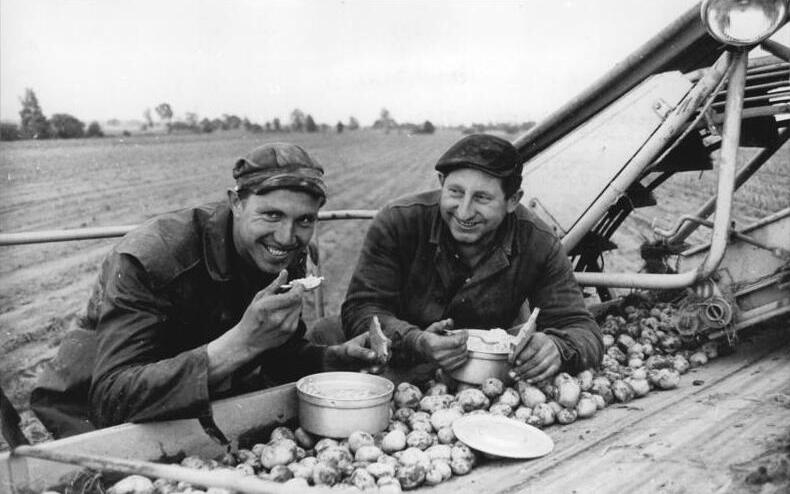
Zemědělci během přestávky

Erich Schutt (21. června 1931 Vetschau – 19. listopadu 2023, Chotěbuz) byl německý fotograf a fotoreportér.

## Život a dílo
Narodil se v roce 1931 ve Wětošowě (Vetschau) v Dolní Lužici. Německá rodina jeho otce pocházela z Kladska, jeho děd přišel do Lužice za prací v rozvíjejícím se průmyslu. Matka byla Lužická Srbka z blízké vesnice.
Fotografoval již během školních let, a to fotoaparátem Agfa Box. Ten si koupil na počátku roku 1945 ve svých 14 letech, nicméně jej musel za nedlouho odevzdat ruské komandatuře, protože v té době bylo zakázáno soukromé vlastnictví fotografických přístrojů v sovětské okupační zóně.
Během učení na odborného drogistu od roku 1947 ve fotografickém oddělení Spreewald-Drogerie Petzold se naučil mimo jiné vyvolávat filmy a obsluhovat temnou komoru, od roku 1952 pracoval u Foto-Brausewetter v Berlínské ulici v Chotěbuzi, ve velké fotolaboratoři s 10 laboranty, kde zaučoval vyvolávání, kopírování a zvětšování.
Jeho kariéra fotožurnalisty začala v roce 1952, kdy pracoval jako fotografický korespondent pro „Brandenburger Neuesten Nachrichten“. V roce 1953, po přechodu do redakce novin Lausitzer Rundschau do Chotěbuze, byl ustanoven prvním novinářským fotografem novin, později si dodělal odborné žurnalistické vzdělání. V roce 1994 odešel do důchodu, fotografování se sice méně, ale stále věnoval.
Těžištěm jeho zájmu byl život obyčejných lidí, jak dělníků v lužickém hornictví a v elektrárnách, tak venkovských zemědělců v Dolnolužických Blatech (Spreewald), všední i kulturní život Lužických Srbů. Jeho rozsáhlý fotografický archiv se nachází v jeho soukromém vlastnictví, hodně obrázků je také v německém spolkovém archivu (Bundesarchiv). Ten v roce 2008 zpřístupnil okolo 100 000 fotografií a jiných obrazových materiálů pod svobodnou licencí na Wikimedia Commons.
Kromě vydávání knih se Schutt účastnil svých výstav, například v roce 2012 bylo více než 80 jeho fotografií k vidění Lužickosrbském muzeu v Chotěbuzi.

## Galerie

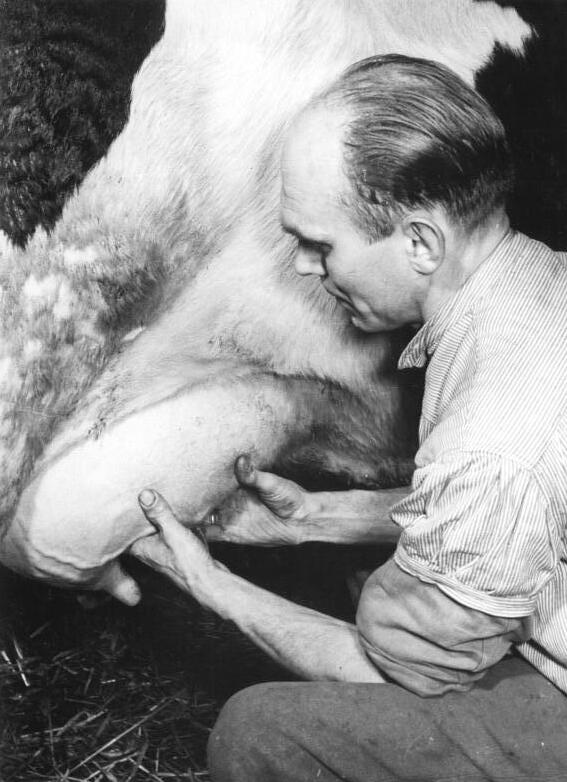
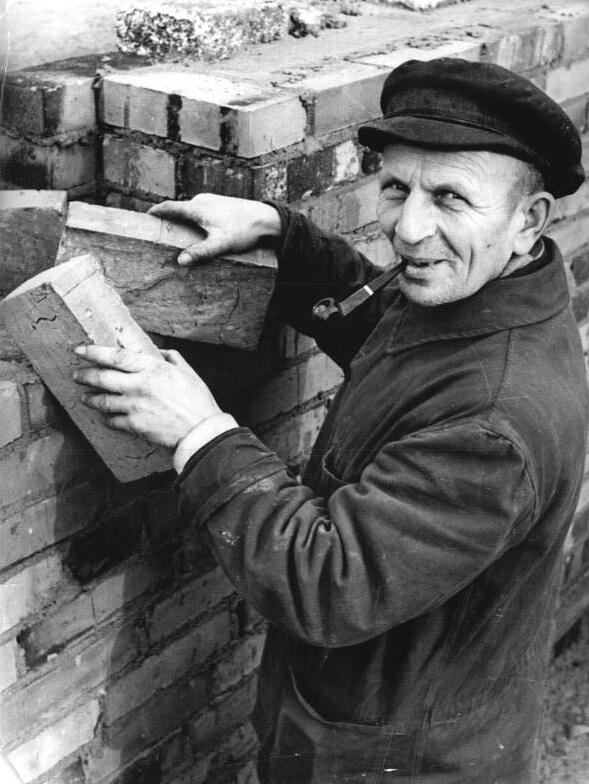
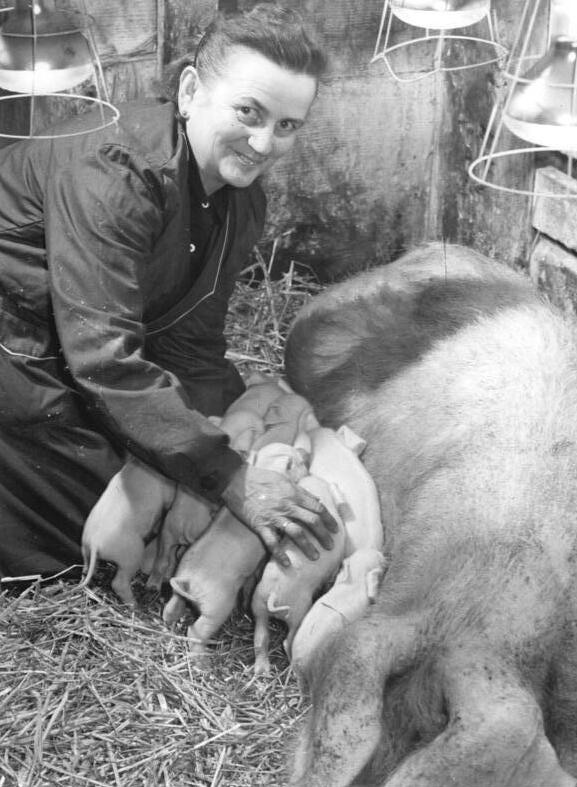
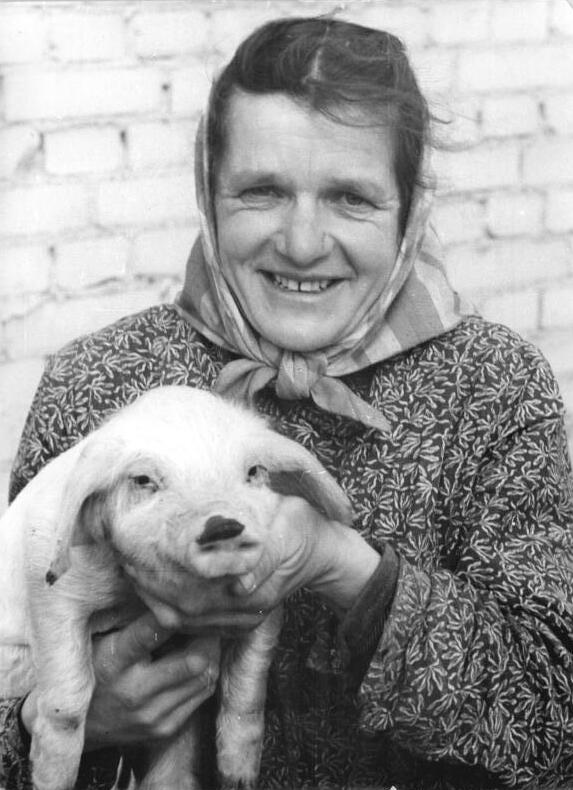
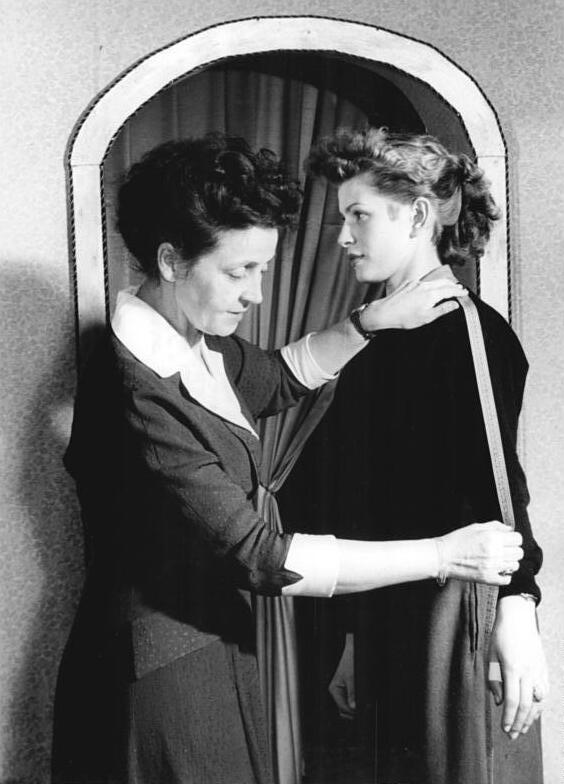
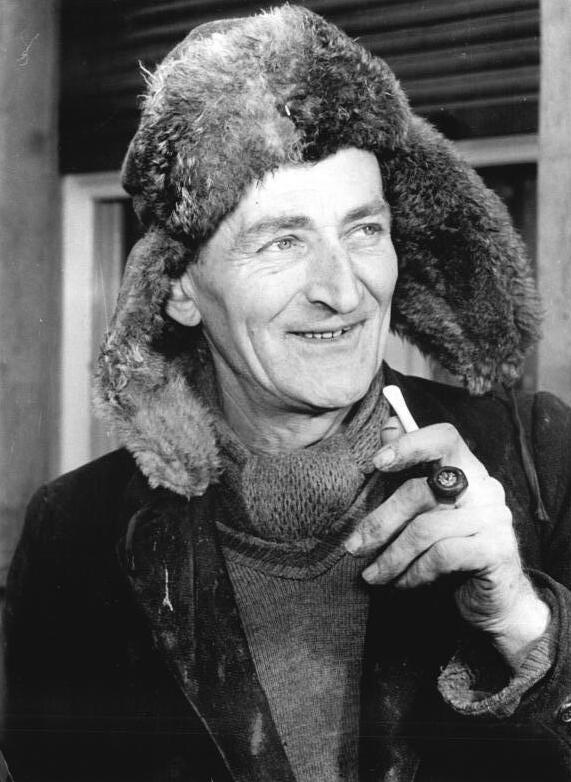
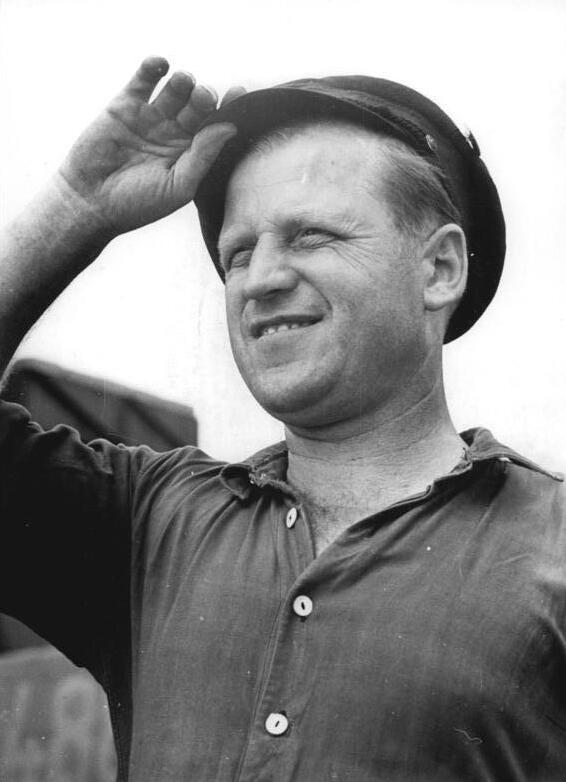
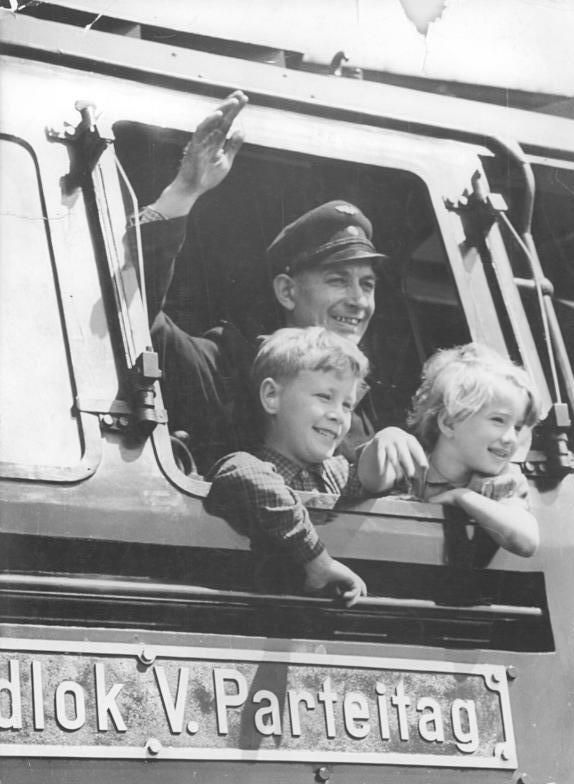
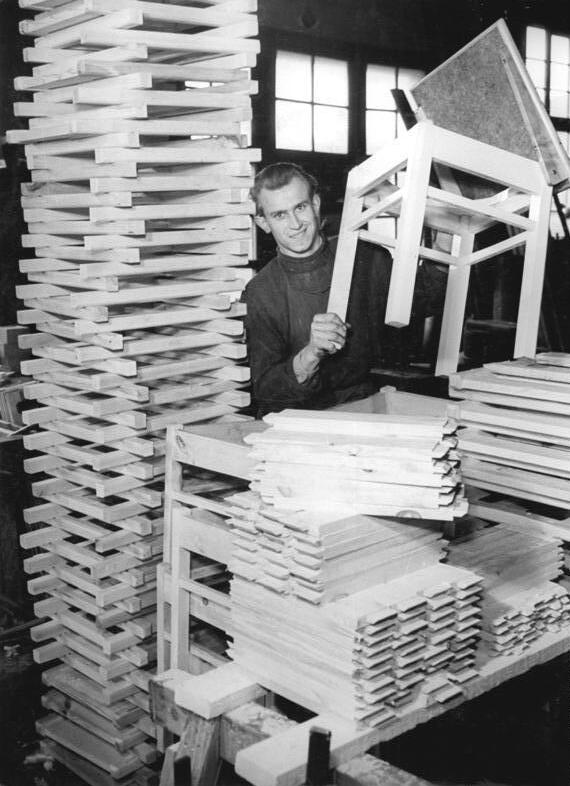
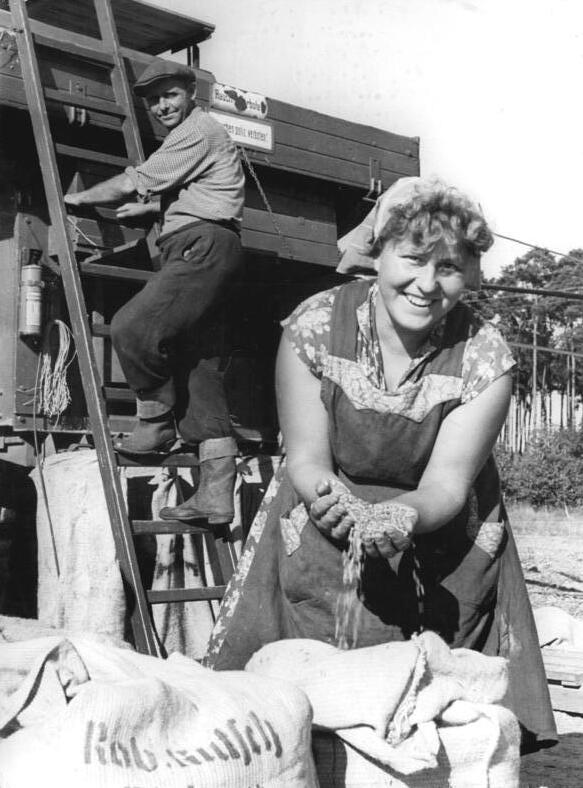
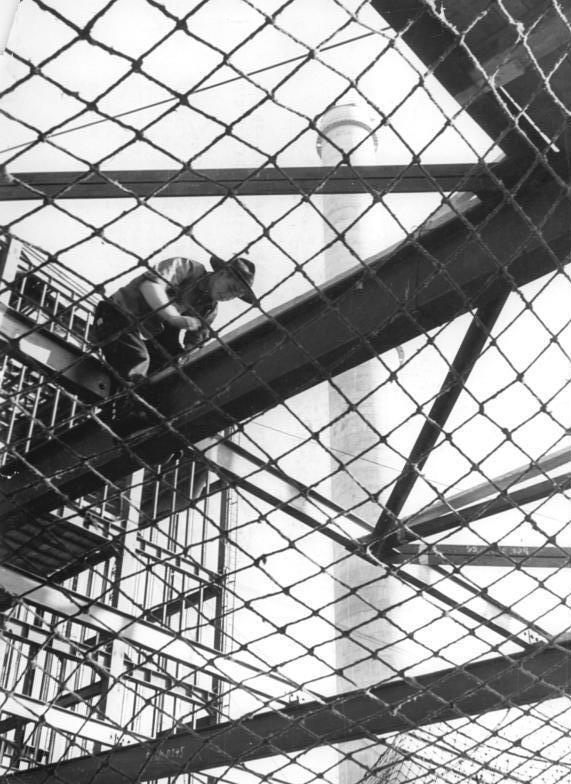
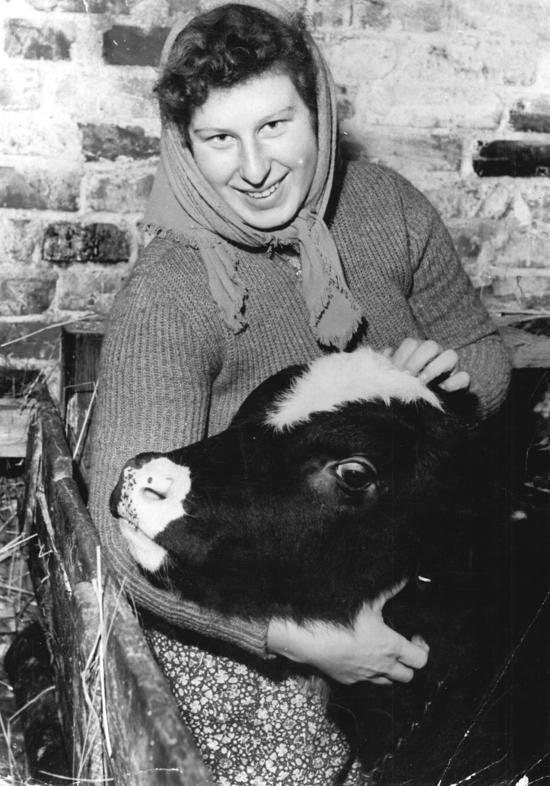
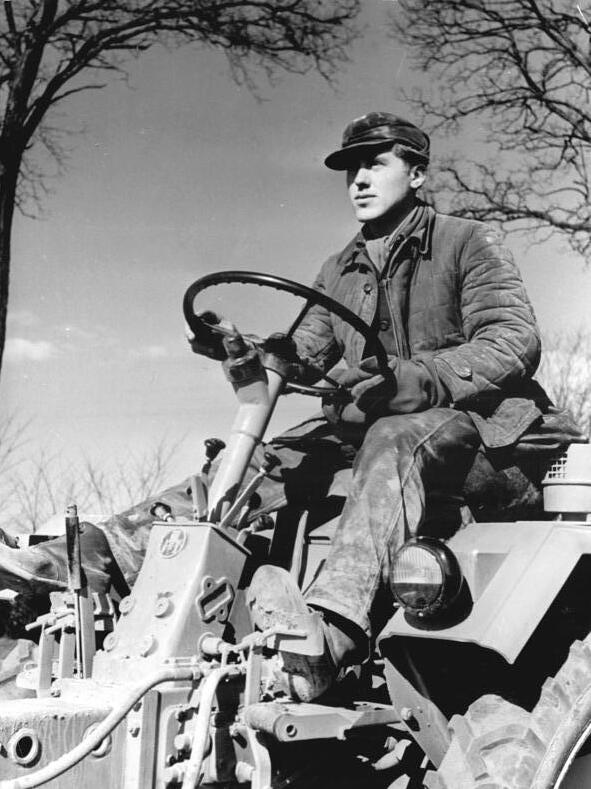
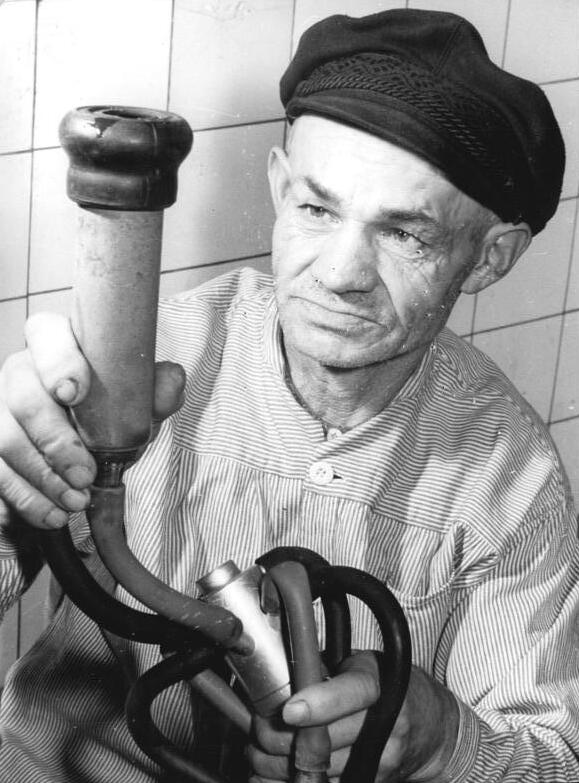
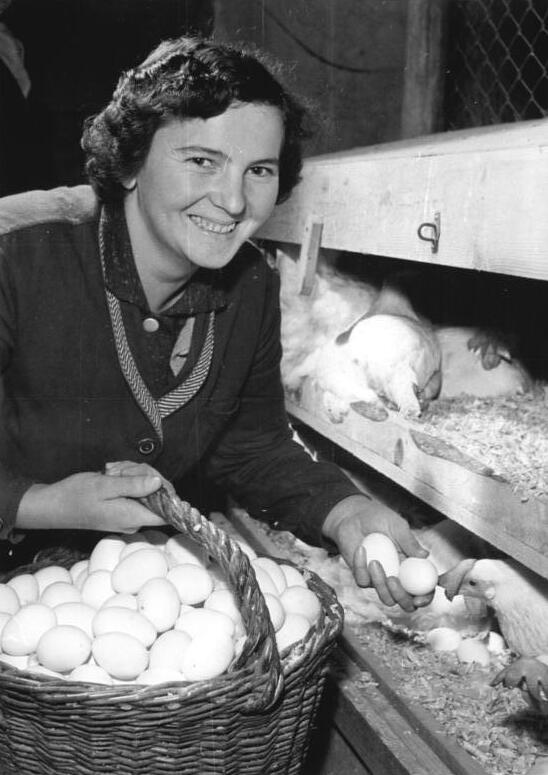
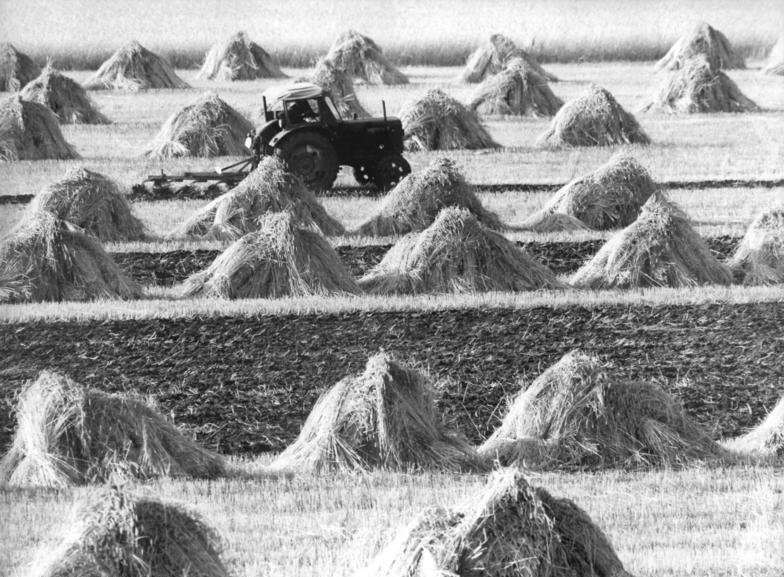
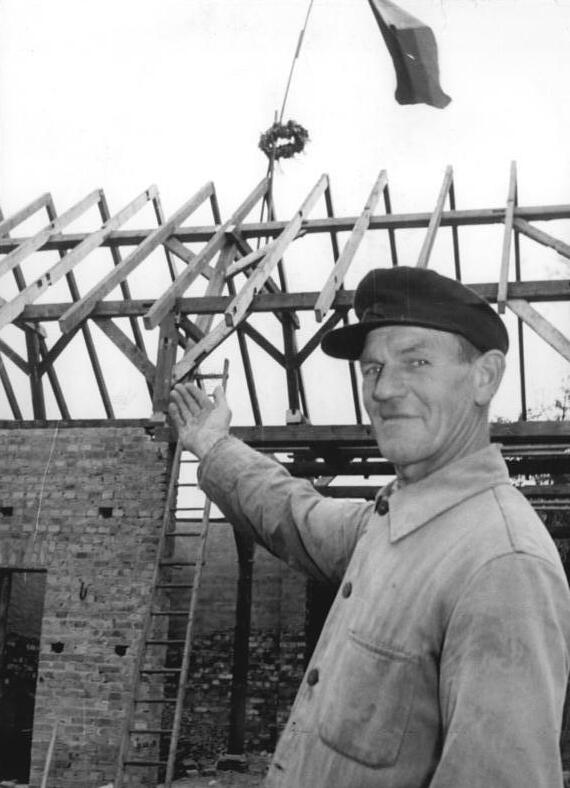
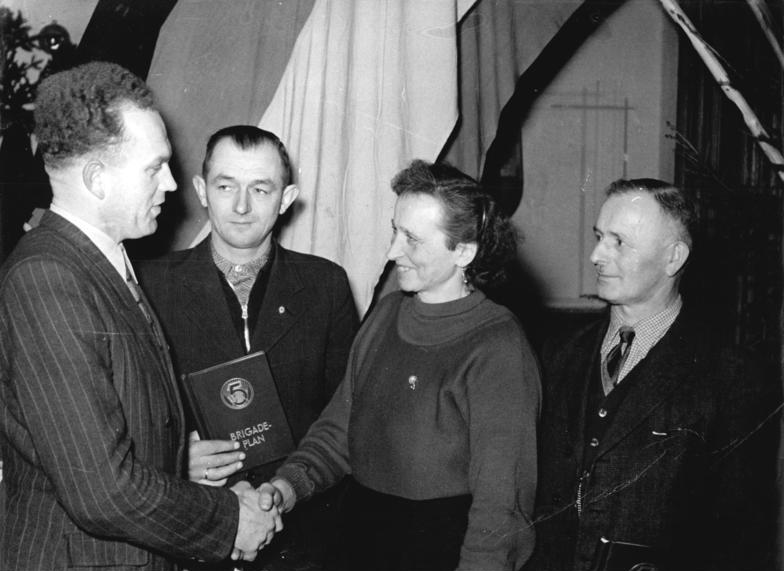
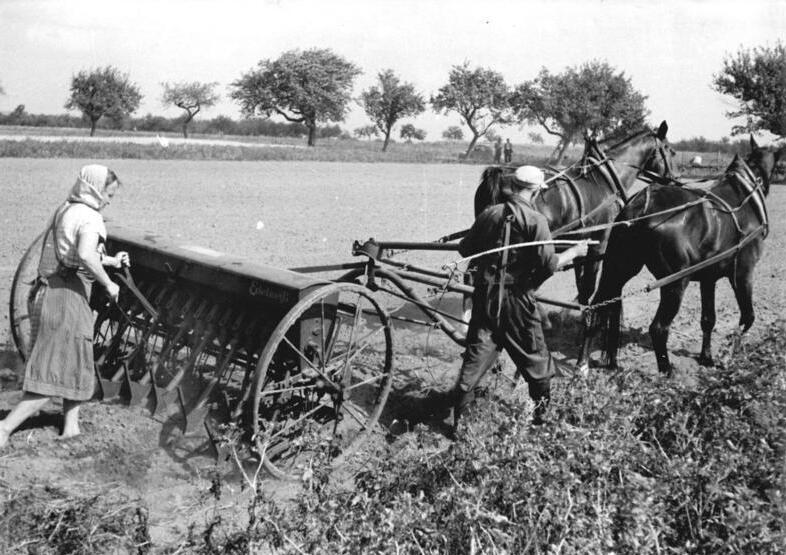
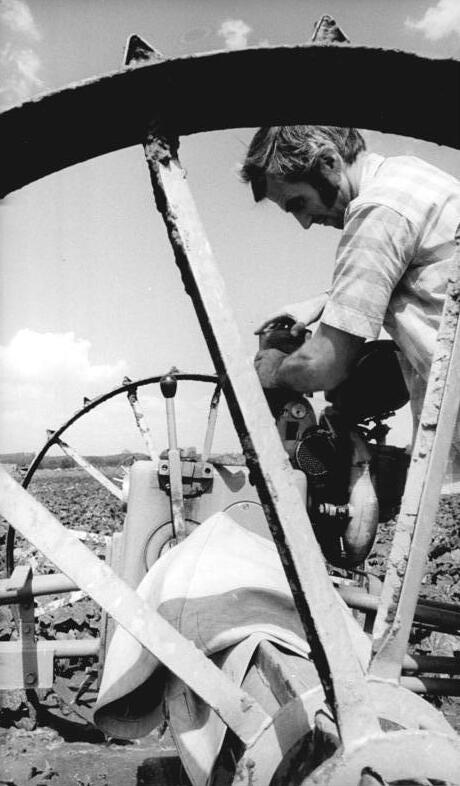
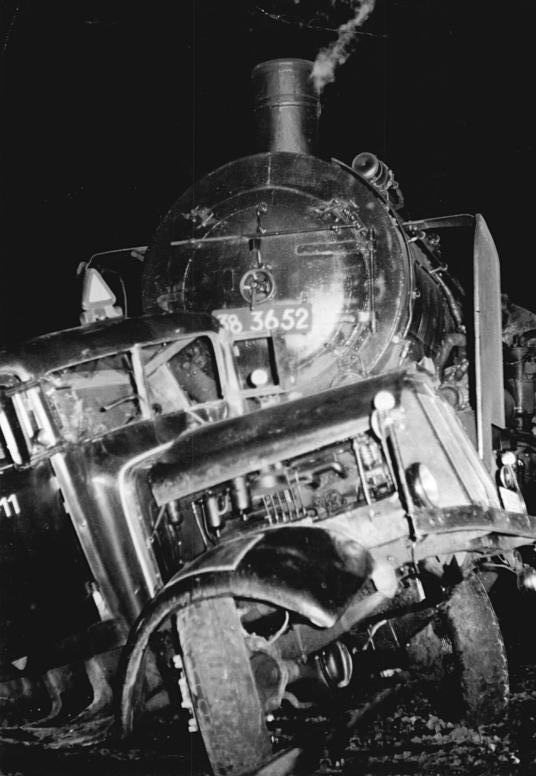
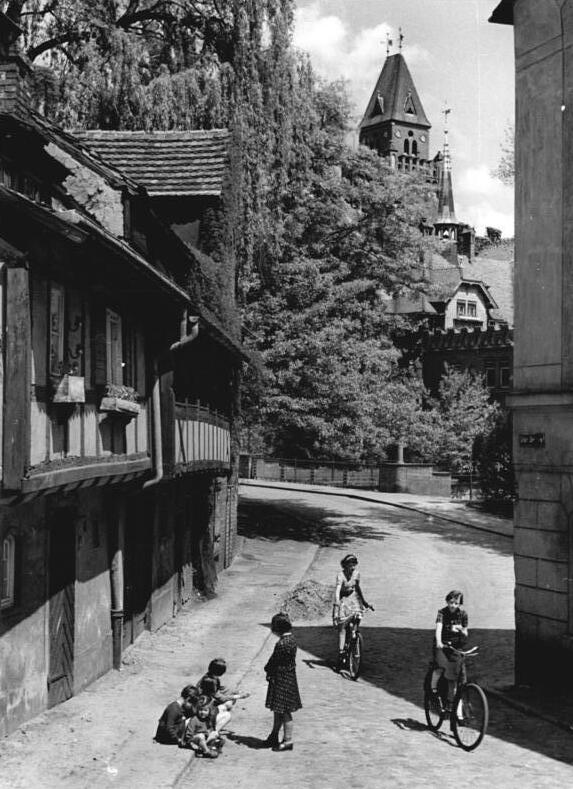